# Guldbagge/Bestes Drehbuch
Guldbagge: Bestes Drehbuch
Gewinner des schwedischen Filmpreises Guldbagge in der Kategorie Bestes Drehbuch (Bästa manuskript). Das Schwedische Filminstitut vergibt seit 1964 alljährlich seine Auszeichnungen für die besten Filmproduktionen und Filmschaffenden des vergangenen Kinojahres Ende Januar beziehungsweise Anfang Februar auf einer abwechselnd in Stockholm oder Göteborg stattfindenden Gala. Der Filmpreis für das beste Drehbuch wurde erstmals 1989 verliehen.

## 1980er Jahre
1989
Bengt Danneborn und Lennart Persson – Det är långt till New York

## 1990er Jahre
1990
Stig Larsson und Åke Sandgren – Valby – Das Geheimnis im Moor (Miraklet i Valby)

1991
Kjell Grede – Guten Abend, Herr Wallenberg (God afton, herr Wallenberg)

1992
Clas Lindberg – Unterirdisches Geheimnis (Underjordens hemlighet)
Marianne Goldman – Freud Leaving Home (Freud flyttar hemifrån ...)
Per Olov Enquist – Il Capitano

1993
Ingmar Bergman – Die besten Absichten (Den goda viljan)
Kjell-Åke Andersson und Magnus Nilsson – Mein großer starker Vater (Min store tjocke far)
Colin Nutley – Fannys Farm (Änglagard)

1994
Daniel Alfredson und Jonas Cornell – Kommissar Beck: Der Mann auf dem Balkon (Mannen på balkongen)
Niklas Rådström – Tala! Det är så mörkt
Åke Sandgren – Die Schleuder (Kådisbellan)

1995
Peter Dalle und Rolf Börjlind – Yrrol
Richard Hobert – Händerna
Ulf Stark – Sixten gibt nicht auf (Sixten)

1996
Jonas Gardell – Pensionat Oskar
Kristian Petri und Stig Larsson – Sommaren
Hannes Holm und Måns Herngren – En på miljonen

1997
Per Olov Enquist – Hamsun
Harald Hamrell, Mats Wahl und Sara Heldt – VinterViken
Björn Carlström und Kjell Sundvall – Die Spur der Jäger (Jägarna)

1998
Annika Thor – Ich hätte Nein sagen können (Sanning eller konsekvens)
Hans Renhäll – Tic Tac
Hannes Holm und Måns Herngren – Adam & Eva

1999
Lukas Moodysson – Raus aus Åmål (Fucking Åmål)
Anders Grönros – Glasblåsarns barn
Klas Östergren und Lisa Ohlin – Veranda för en tenor

## 2000er Jahre
2000
Ulf Stark – Tsatsiki – Tintenfische und erste Küsse (Tsatsiki, morsan och polisen)
Fredrik Lindström – Vuxna människor
Malin Lagerlöf – Vägen ut

2001
Roy Andersson – Songs from the Second Floor (Sånger från andra våningen)
Lukas Moodysson und Peter Birro – Das neue Land (Det nya landet)
Lukas Moodysson – Zusammen! (Tillsammans)

2002
Hans Gunnarsson und Mikael Håfström – Leva livet
Jacques Werupf und Jan Troell – So weiß wie Schnee (Så vit som en snö)
Bille August – En sång för Martin

2003
Lukas Moodysson – Lilja 4-ever
Peter Birro – Zwei kleine Helden (Bäst i Sverige!)
Sara Heldt – Der Typ vom Grab nebenan (Grabben i graven bredvid)

2004
Björn Runge – Om jag vänder mig om
Hans Gunnarsson und Mikael Håfström – Evil (Ondskan)
Jonas Frykberg – Detaljer

2005
Maria Blom – Zurück nach Dalarna (Masjävlar)
Andres Lokko, Henrik Schyffert, Johan Rheborg, Jonas Inde, Martin Luuk, Robert Gustafsson und Tomas Alfredson – Fyra nyanser av brunt
Carin Pollak, Kay Pollak und Margaretha Pollak – Wie im Himmel (Så som i himmelen)

2006
Lena Einhorn – Ninas resa
Josef Fares – Zozo
Björn Runge – Mun mot mun

2007
Hans Renhäll und Ylva Gustavsson – Förortsungar
Fredrik Wenzel und Jesper Ganslandt – Farväl Falkenberg
Anders Nilsson und Joakim Hansson – Bei Einbruch der Dunkelheit (När mörkret faller)

2008
Roy Andersson – Das jüngste Gewitter (Du levande)
Johan Kling – Darling
Kjell Sundstedt – Den nya människan

2009
John Ajvide Lindqvist – So finster die Nacht (Låt den rätte komma in)
Erik Hemmendorff und Ruben Östlund – De ofrivilliga
Agneta Ulfsäter, Jan Troell und Niklas Rådström – Die ewigen Momente der Maria Larsson (Maria Larssons eviga ögon...)

## 2010er Jahre
2010
Ulf Malmros – Bröllopsfotografen
Teresa Fabik – Prinsessa
Karin Arrhenius – Das Mädchen (Flickan)

2011
Lisa Langseth – Till det som är vackert
Andreas Öhman und Jonathan Sjöberg – Im Weltraum gibt es keine Gefühle (I rymden finns inga känslor)
Lolita Ray und Pernilla August – Bessere Zeiten (Svinalängorn)

2012
Lisa Aschan und Josefine Adolfsson – Apflickorna
Pernilla Oljelund – Stockholm Ost (Stockholm Östra)
Ruben Östlund und Erik Hemmendorff – Play – Nur ein Spiel? (Play)

2013
Gabriela Pichler – Äta sova dö
Malik Bendjelloul – Searching for Sugar Man
Marietta von Hausswolff von Baumgarten – Call Girl

2014
Anna Odell – Återträffen
Cilla Jackert – Känn ingen sorg
Lisa Langseth – Hotell

2015
Ruben Östlund – Höhere Gewalt (Turist)
Ester Martin Bergsmark und Eli Levén – Something Must Break (Nånting måste gå sönder)
Klas Östergren – Gentlemen

2016
Peter Grönlund – Tjuvheder
Ronnie Sandahl – Svenskjävel
Sanna Lenken – Stella (Min lilla syster)

2017
Johannes Nyholm – Jätten
Jan Vierth & Anders Sparring – Bajsfilmen – Dolores och Gunellens värld
China Åhlander, Dragan Mitić & Goran Kapetanovic – Min faster i Sarajevo
Sara Nameth – Yarden

2018
Amanda Kernell – Sameblod
Maud Nycander, Jannike Åhlund & Kersti Grunditz Brennan – Citizen Schein
Can Demirtas & Ivica Zubak – Måste gitt
Ruben Östlund – The Square

2019
Peter Grönlund – Goliat
Jonas Hassen Khemiri, Gabriela Pichler – Amatörer
Ali Abassi, John Ajvide Lindqvist, Isabella Eklöf – Border (Gräns)
Gunnar Järvstad – Trädgårdsgatan

## 2020er Jahre
2020
Levan Akin – Als wir tanzten (And Then We Danced)
Lisa Aschan – Ring Mamma!
Erlend Loe – Quick – Die Erschaffung eines Serienkillers
Roy Andersson – Über die Unendlichkeit (Om det oändliga)
2021
Uje Brandelius – Spring Uje spring
Josephine Bornebusch und Gunnar Järvstad – Orca
Maria Bäck – Psykos i Stockholm
Amanda Kernell – Charter
2022
Nathalie Álvarez Mesén und Maria Camila Arias – Clara Sola
Manuel Concha – Suedi
Hogir Hirori – Sabaya
Jan Vierth – The Ape Star (Apstjärnan)
2023
Tarik Saleh – Die Kairo Verschwörung (Boy from Heaven)
David Lagercrantz und Jakob Beckman – Ich bin Zlatan (Jag är Zlatan)
Lovisa Sirén und Peter Modestij – Maya Nilo (Laura)
Ruben Östlund – Triangle of Sadness